# Tour des Flandres 1921
Le Tour des Flandres 1921 est la cinquième édition du Tour des Flandres. La course a lieu le 13 mars 1921, avec un départ et une arrivée à Gand sur un parcours de 262 kilomètres. 
Le vainqueur final est le coureur belge René Vermandel, qui s’est imposé au sprint devant ses compagnons d’échappées. Jules Van Hevel, vainqueur en 1920 termine deuxième, tandis que Louis Budts prend la troisième place.

## Monts escaladés
- Tiegemberg
- Quaremont (Nouveau Quaremont)

## Classement final
|    | Coureur              | Pays     | Équipe         | Temps           |
| -- | -------------------- | -------- | -------------- | --------------- |
| 1  | René Vermandel       | Belgique |                | 9 h 56 min 00 s |
| 2  | Jules Van Hevel      | Belgique | Bianchi-Dunlop | m. t.           |
| 3  | Louis Budts          | Belgique |                | m. t.           |
| 4  | Albert Dejonghe      | Belgique |                | m. t.           |
| 5  | Louis Mottiat        | Belgique | Alcyon         | m. t.           |
| 6  | John van Ruysseveldt | Belgique |                | m. t.           |
| 7  | Oscar Voet           | Belgique |                | + 150 m         |
| 8  | Arthur Claerhout     | Belgique |                | + 2 min 30 s    |
| 9  | Adolphe Coppez       | Belgique |                | + 5 min 30 s    |
| 10 | Jules Masselis       | Belgique |                | + 9 min 25 s    |